# 정우혁
정우혁(1972년 ~ )은 대한민국의 배우이다.

## 학력
- 단국대학교 연극영화학과

## 출연작

### 영화
- 《킹메이커》 (2021년) - 합동참모총장 역
- 《호흡》 (2019년) - 사장 역
- 《사랑하기 때문에》 (2017년) - 경찰 1 역
- 《로봇, 소리》 (2016년) - 뻥튀기 장수 역
- 《끝까지 간다》 (2014년) - 장례식장 경비원 역
- 《찌라시: 위험한 소문》 (2013년) - 대빵 역
- 《타투: 새기고 사라지다》 (2013년) - 진만 역
- 《키다리 아가씨》 (2012년) - 포주 역
- 《간첩》 (2012년) - 박 대표 역
- 《회초리》 (2011년) - 수환-수림 아빠 역
- 《달빛 길어올리기》 (2011년) - 과장 역
- 《내 깡패 같은 애인》 (2010년) - 김 사장 역
- 《집 나온 남자들》 (2010년) - 흥신소 팀장 역
- 《껍데기》 (2009년)
- 《7급 공무원》 (2009년) - 파출소 취객 역
- 《멋진 하루》 (2008년) - 경마장 남자 역
- 《별빛 속으로》 (2007년) - 형사 2 역
- 《이대근, 이댁은》 (2007년) - 장손 역
- 《팔월의 일요일들》 (2006년) - 소국 선배 역
- 《뚝방전설》 (2006년) - 윤구 역
- 《양아치어조》 (2006년) - 사채업자 선일 역
- 《여교수의 은밀한 매력》 (2006년) - 문 교수 역
- 《철수♡영희》 (2005년) -  레코드가게청년 역
- 《늑대의 유혹》 (2004년) - 성권 공고 2 역
- 《1호선》 (2003년) - 전선공 역
- 《쇼쇼쇼》 (2003년) - 어깨 2 역
- 《뿌연 하늘 흰 구름》 (2002년) - 기호 역
- 《스물넷》 (2002년) - 벤취 남 역
- 《소음》 (2001년)
- 《고해》 (2001년) - 사장 역
- 《어떤 여행의 기록》 (2000년) - 우혁 역
- 《복서》 (2000년) - 우혁 역
- 《용산탕》 (2000년)
- 《불후의 명작》 (2000년) - 마당쇠 / 차력사 1 역
- 《봉자》 (2000년) - 오토바이 남 역
- 《박하사탕》 (2000년) - 박 상병 역
- 《장마》 (1996년)
- 《투맨》 (1996년) - 박 사장 역
- 《암흑가의 황제》 (1994년)
- 《배꼽위의 여자》 (1993년) - 사내 1 역

### 드라마
- 《MBC 드라마 모두 다 쿵따리》 - 제이슨 리 (이자성) 역 (2019년, MBC)
- 《KBS 드라마 스페셜 연작 시리즈 - 완벽한 스파이》 (2011년, KBS2)
- 《KBS 드라마 스페셜 - 옆집 아줌마》 (2010년, KBS2)

### 연극
- 《마농의 오르골 가게》 (2014년) - 삐찌루 역
- 《시비노자》 (2013년)